# Anodorhynchus
A jácintara (Anodorhynchus) a madarak osztályának papagájalakúak (Psittaciformes) rendjében, a papagájfélék (Psittacidae) családjában, az araformák (Arinae) alcsaládjának egyik neme.

## Rendszerezése
A nembe az alábbi három faj tartozik:
- Tengerkék jácintara (Anodorhynchus glaucus)
- Nagy jácintara (Anodorhynchus hyacinthinus)
- Kis jácintara (Anodorhynchus leari)

Hipotetikus faj:
- Anodorhynchus purpurascens